# Hodgkins, Illinois
Hodgkins là một làng thuộc quận Cook, tiểu bang Illinois, Hoa Kỳ. Năm 2010, dân số của làng này là 1897 người.

## Dân số
Dân số qua các năm:
- Năm 2000: 2134 người.
- Năm 2010: 1897 người.